# San Emiliano (kommunhuvudort)
San Emiliano är en kommunhuvudort i Spanien.   Den ligger i provinsen Provincia de León och regionen Kastilien och Leon, i den nordvästra delen av landet, 300 km nordväst om huvudstaden Madrid. San Emiliano ligger 1 181 meter över havet och antalet invånare är 762.
Terrängen runt San Emiliano är huvudsakligen kuperad, men åt nordost är den bergig. San Emiliano ligger nere i en dal.Runt San Emiliano är det mycket glesbefolkat, med 3 invånare per kvadratkilometer. Närmaste större samhälle är Cabrillanes, 12,2 km väster om San Emiliano. Trakten runt San Emiliano består till största delen av jordbruksmark.